# San Isidro (Surigao del Norte)
San Isidro es un municipio filipino de quinta categoría, situado en la isla de Siargao, adyacente  a  Mindanao en el nordeste. Forma parte de la provincia de Surigao del Norte situada en la Región Administrativa de Caraga, también denominada Región XIII. Para las elecciones está encuadrado en el Primer Distrito Electoral.

## Geografía
Municipio situado a oriente de la isla de Siargao, que se encuentra al este de la provincia, ribereño del mar de Filipinas.
Su término linda al norte con los municipios de Santa Mónica y de Burgos;  al sur con  el de Pilar; al este con el mar; y al oeste con los municipios San Benito  y Del Carmen.

## Barrios
El municipio  de  San Isidro, a los efectos administrativos, en 12 barangayes o barrios conforme a la siguiente relación:
| - Buhing Calipay - Del Carmen (Población) - Del Pilar | - Macapagal - Pacífico - Peláez | - Roxas - San Miguel - Santa Paz | - Santo Niño - Tambacán - Tigasao |

## Historia
Barrio de Numancia, adquiere la condición de municipio en 1960.
San Isidro fue el cuarto de los cinco nuevos municipios creados en la isla, clasificándose en séptima categoría.